# リアリティ (デヴィッド・ボウイのアルバム)
『リアリティ』（Reality）はイギリスのミュージシャン、デヴィッド・ボウイの26thアルバム。
2003年9月にISOコロムビア（日本ではソニーミュージック）よりリリースされた。また2007年にソニーミュージックより紙ジャケット版がリリースされている。

## 解説
前作『ヒーザン』からわずか1年3ヶ月で発表された。共同プロデュースに前作同様トニー・ヴィスコンティを迎えている。
収録曲のほとんどはニューヨークをテーマに書かれているが、それぞれの楽曲ごとに異なるイメージに仕上がっている。前年のツアーで獲得したライヴ感もエッセンスに加えられている。またジョナサン・リッチマンやロニー・スペクター、キンクス（ボーナス・トラック）などのカヴァーにも取り組んでいる。
本作リリースに伴い大規模なワールドツアー『リアリティ・ツアー』も行われ、ダブリンでの公演の様子をDVDで見ることができる。日本では「ネヴァー・ゲット・オールド」がシングル化され、ミネラルウォーター「ヴィッテル」のCFにも使用された。
本作ツアー中にボウイはハンブルクにて動脈瘤による心臓の痛みを訴え緊急入院、残りの公演は中止となった。これ以降のボウイは、創作活動に対し一時は消極的になり、次回作『ザ・ネクスト・デイ』の発表まで10年を要することになる。

## 収録曲
1. ニュー・キラー・スター - New Killer Star(4:40) 
  - 作詞・作曲：デヴィッド・ボウイ
2. パブロ・ピカソ - Pablo Picasso(4:04)
  - 作詞・作曲：ジョナサン・リッチマン,デヴィッド・ボウイ
3. ネヴァー・ゲット・オールド - Never Get Old(4:25) 
  - 作詞・作曲：デヴィッド・ボウイ
4. ザ・ロンリエスト・ガイ - The loneliest Guy(4:11)
  - 作詞・作曲：デヴィッド・ボウイ
5. ルッキング・フォー・ウォーター - Looking for Water(3:28)
  - 作詞・作曲：デヴィッド・ボウイ
6. シール・ドライヴ・ザ・ビッグ・カー - She'll Drive the Big Car(4:35)
  - 作詞・作曲：デヴィッド・ボウイ
7. デイズ - Days(3:19)
  - 作詞・作曲：デヴィッド・ボウイ
8. フォール・ドッグ・ボムズ・ザ・ムーン - Fall Dog Bombs the Moon(4:02)
  - 作詞・作曲：デヴィッド・ボウイ
9. トライ・サム・バイ・サム - Try Some, Buy Some(4:24)
  - 作詞・作曲：ジョージ・ハリスン
10. リアリティ - Reality(4:21)
  - 作詞・作曲：デヴィッド・ボウイ
11. ブリング・ミー・ザ・ディスコ・キング - Bring Me the Disco King(7:45)
  - 作詞・作曲：デヴィッド・ボウイ

## ボーナストラック

### 初回限定版
1. ウォータールー・サンセット - Waterloo Sunset(3:28)
(The Kinks)
2. フライ - Fly(4:10)
(Bowie)
3. クィーン・オブ・オール・ザ・ターツ（序曲） - Queen of All the Tarts (Overture)(2:53)
(Bowie)
4. 愛しき反抗 - Rebel Rebel(3:11)
(Bowie)

### ソニーミュージック盤
1. ウォータールー・サンセット - Waterloo Sunset(3:27)
(The Kinks)
2. フライ - Fly(4:10)
(Bowie)
3. クィーン・オブ・オール・ザ・ターツ（序曲） - Queen of All the Tarts (Overture)(2:53)
(Bowie)
4. 愛しき反抗 - Rebel Rebel(3:10)
(Bowie)
5. ラヴ・ミサイルF1-11 - Love Missle F1 Eleven(4:14)
(Degville/James/Whitmore)
6. レベル・ネヴァー・ゲッツ・オールド - Rebel Never Gets Old (Radio Mix)(3:26)
(Bowie)
7. レベル・ネヴァー・ゲッツ・オールド - Rebel Never Gets Old (7th Heaven Edit)(4:19)
(Bowie)
8. レベル・ネヴァー・ゲッツ・オールド - Rebel Never Gets Old (7th Heaven Mix)(7:22)
(Bowie)

## 参加ミュージシャン
- デヴィッド・ボウイ：ヴォーカル、キーボード、ギター、サックス
- アール・スリック：ギター
- マイク・ガーソン：キーボード
- デヴィッド・トーン：ギター
- ゲイル・アン・ドーシー：ベース、バッキング・ヴォーカル
- スターリン・キャンベル：ドラム
- キャサリン・ラッセル：バッキング・ヴォーカル
- トニー・ヴィスコンティ：ベース、ギター、キーボード、バッキング・ヴォーカル
- ジェリー・レオナルド：ギター
- マーク・プラティ：ギター
- カルロス・アロマー：ギター